# Tatyana Veinberga
Tatyana Veinberga (Riga, 4 de setembro de 1943 — 3 de abril de 2008) foi uma jogadora de voleibol da Letônia que competiu pela União Soviética nos Jogos Olímpicos de 1968.
Em 1968, ela fez parte da equipe soviética que conquistou a medalha de ouro no torneio olímpico.